# Translação (relíquia)

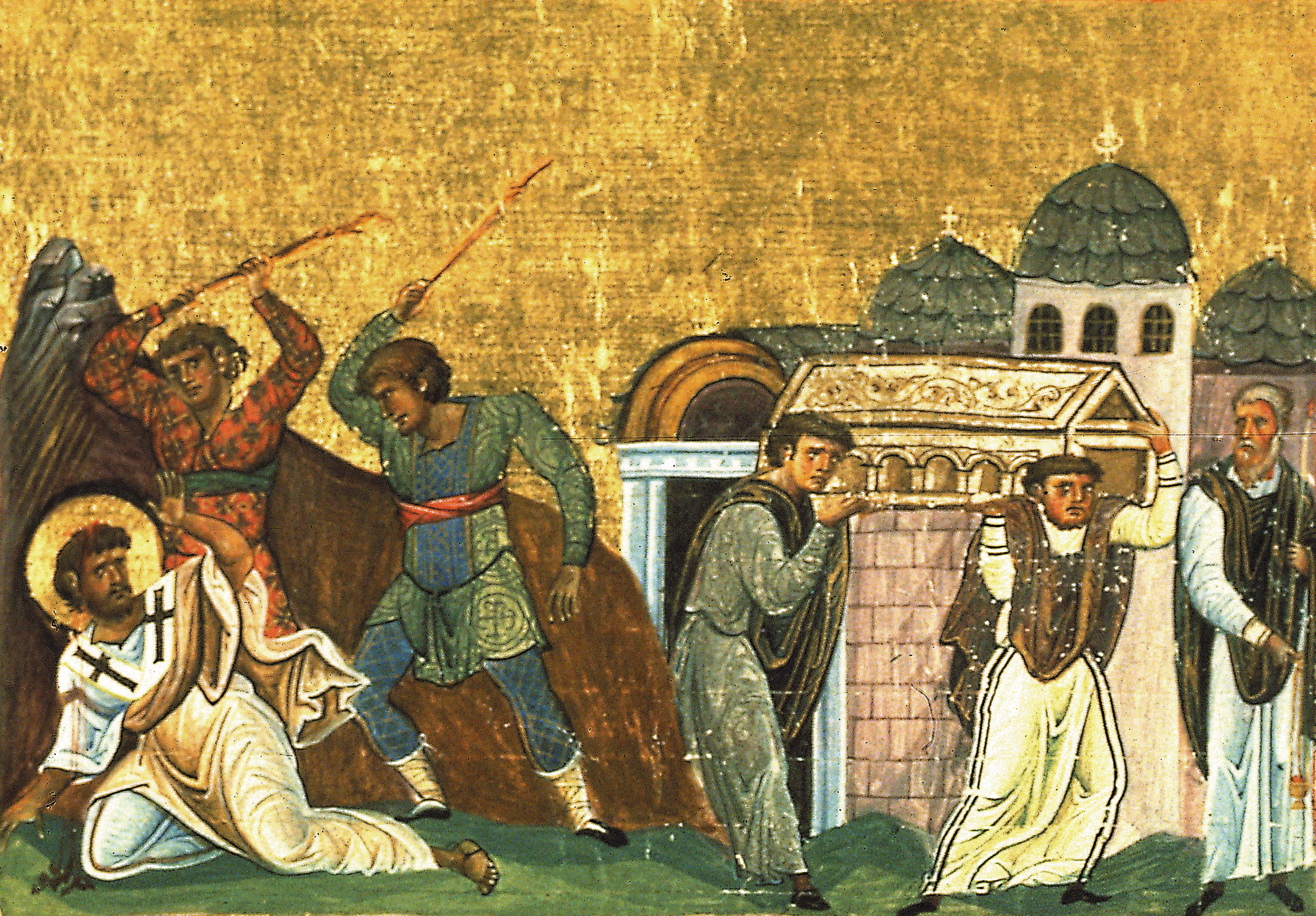
Martírio de São Timóteo. À direita a translação de suas relíquias, que acabaram em Constantinopla.
Iluminura no Menológio de Basílio II.

No cristianismo, translação ou traslação é a remoção de objetos santos de uma localidade para uma outra, geralmente de maior status; geralmente, apenas a movimentação de restos do corpo de um santo recebem um tratamento mais formal, ao passo que relíquias secundárias — objetos pessoais e roupas — são tratados com menos cerimônia. Translações podem ser acompanhadas por ritos variados, como vigílias pela madrugada e procissões atravessando a comunidade.
A translação solene (em latim: translatio) de relíquias não é considerada como um reconhecimento externo de santidade; são os milagres confirmados que nos permitem reconhecê-la. A partir do século XII, a Santa Sé tentou tonar a santificação um processo "oficial" e muitas coleções de milagres foram escritas na esperança de obter a prova do status de diversos santos. No início da Idade Média, porém, a translação solene marcava o momento a partir do qual, depois de reconhecidos os milagres, a relíquia era movimentada por ordem de um bispo ou abade para uma posição mais proeminente em uma determinada igreja. A veneração no local passava então permitida. Este processo é conhecido como "canonização local".
A data da translação das relíquias de um santo era celebrada como um dia festivo por si só. Por exemplo, na ortodoxia, em 27 de janeiro celebra-se a translação das relíquias de São João Crisóstomo da vila armênia de Comana (onde ele morreu exilado em 407) para Constantinopla. Porém, é muito mais comum que se celebre como dia festivo o "dies natales", a data de sua morte terrena e nascimento celeste.
Relíquias por vezes viajavam longas distâncias. As de São Tirso (Thyrsus) em Sozópolis, na Ásia Menor, foram levadas a Constantinopla e de lá foram para a Espanha. Daí em diante, seu culto ganhou grande popularidade na Península Ibérica, onde ele é conhecido como "San Tirso". Algumas de suas relíquias foram levadas à França e ele tornou-se o santo titular da Catedral de Sisteron, nos Basses Alpes, cujo nome oficial é "Cathédrale Notre Dame et Saint Thyrse", e padroeiro de Sisteron. Um outro exemplo é Libório de Le Mans, que tornou-se o padroeiro de Paderborn, na Alemanha, depois que suas relíquias foram transferidas para lá em 836.

## História
No início do cristianismo, o distúrbio e, principalmente, a divisão dos restos mortais de mártires e santos não era praticada. Os mortos permaneciam em túmulos muitas não identificados em cemitérios e nas catacumbas de Roma, geralmente fora das muralhas da cidade (uma continuação de um costume pagão). Porém, lentamente se desenvolveu a crença de que seria benéfico para a alma e martírios (martyrium) começaram a ser construídos sobre o local do sepultamento, alguns deles com grandes salões funerários para abrigar corpos de fieis; a Antiga Basílica de São Pedro é o caso mais famoso. O mais antigo relato de remoção de restos de um santo é o de São Bábilas, de Antioquia, em 354, mas o costume logo tornou-se prática comum no Império Romano do Oriente (apesar de proibido no ocidente), em parte por que Constantinopla não tinha, nem de longe, a quantidade de túmulos santos que ostentava Roma. Foi assim que a nova capital imperial conseguiu os restos de muitos santos importantes, entre eles Timóteo, André e Lucas; assim também começou a divisão dos restos, principalmente depois que Teodoreto, um teólogo do século V, declarou que a "graça permanece inteira em cada parte". Uma lousa de pedra utilizada como altar de 357, encontrada no norte da África e preservada no Louvre, relata o depósito, abaixo dela, das relíquias de diversos santos proeminentes. Importante lembrar que relíquias não anatômicas, sobretudo a Vera Cruz, já eram divididas e amplamente distribuídas no século IV. No ocidente, um decreto de Teodósio I permitia apenas a movimentação do sarcófago intacto com os restos dentro, mas a confusão provocada pelas invasões bárbaras forçaram um relaxamento das regras, pois os restos precisavam muitas vezes serem transportados às pressas para lugares mais seguros.
No século IV, o bispo de Cesareia, Basílio, o Grande, pediu ao governante da Cítia Menor, Júnio Sorano (Saran), que ele enviasse as relíquias dos santos da região e recebeu as de Sabbas, o Godo em 373 ou 374 juntamente com uma epístola ("Epístola da Igreja de Deus na Gótia a Igreja de Deus localizada na Capadócia e a todas as Igrejas Locais da Santa Igreja Universal"). Tanto o envio quanto a autoria da carta foram atribuídos a Bretânio e o texto é o mais antigo exemplar sobrevivente a ser composto em território romano escrito em grego.[carece de fontes?]
A disseminação de relíquias por toda Europa a partir do século VIII provavelmente iniciou depois de 787, quando se decidiu que todas as igrejas deveriam possuir uma relíquia antes que pudessem ser devidamente consagradas. Novas igrejas situadas em regiões recém-convertidas precisavam agora de relíquias e a regra estimulou a translação delas de regiões distantes. Elas tornaram-se também itens de coleção e a posse de uma relíquia, símbolo de prestígio para cidades, reinos e monarcas. De acordo com uma lenda sobre São Paterniano, os habitantes de Fano competiram com os de Cervia pela posse de suas relíquias, por exemplo. Esta ficou com um dedo e Fano, com o resto do corpo.
Além disso, a translação de relíquias era um evento importante e solene. Em 1261, as relíquias de Luciano de Beauvais e seus dois companheiros foram colocadas num novo relicário por Guilherme de Grès, bispo da cidade. A translação se deu na presença do rei da França, São Luís IX, de Teobaldo II, rei de Navarra e de grande parte da nobreza francesa. A memória deste evento era formalmente celebrada na abadia de Beauvais como "fête des Corps Saints" ("Festa dos Corpos Santos")
Em 14 de fevereiro de 1277, durante uma reforma na igreja de São João Batista (Johanniterkirche) em Colônia, o corpo de Santa Cordula, uma das companheiras de Santa Úrsula, foi descoberto. Os restos exalavam o odor de santidade e na testa da santa estavam as palavras "Cordula, rainha e virgem". Quando o idoso Alberto Magno, que morava em Colônia, soube do achado, "chorou, louvou a Deus das profundezas de sua alma e pediu que as testemunhas cantassem o 'Te Deum'. Em seguida, vestindo seu hábito episcopal, removeu as relíquias do túmulo e solenemente as transportou para a igreja dos monges de São João. Depois de rezarem a missa, Alberto depositou o corpo num lugar apropriado, que Deus desde então tornou famoso por seus milagres".
Algumas relíquias mudaram mais de uma vez de lugar ao sabor de guerras e conflitos. As de Santa Leocádia, por exemplo, mudaram de Toledo para Oviedo durante o reinado de Abderramão II e dali foram para Saint-Ghislain, na Bélgica. Ali foram veneradas por Filipe, o Belo, e Joana de Castela, que conseguiu devolver a Toledo uma tíbia do santo. Fernando Álvarez de Toledo tentou sem sucesso recuperar o resto do corpo depois. Finalmente, um jesuíta espanhol, depois de tortuosa viagem, entregou resto das relíquias da santa em Roma em 1586. De lá, elas foram levadas para Valência por mar. Depois de passar por Cuenca, Santa Leocádia finalmente voltou para Toledo numa cerimônia solene presidida por Filipe II da Espanha em abril de 1587. As relíquias de Idesbaldo de Duinen foram transferidas de seu sepulcro na abadia de Ten Duinen depois que os Mendigos do mar ("geuzen" - piratas) saquearam a abadia em 1577; as relíquias seguiram depois para Bruges em 1796 para evitar que fossem destruídas pelas tropas revolucionárias francesas. Em 4 de dezembro de 1796, as relíquias de Santa Lutgarda foram transferidas de Awirs para Ittre pelo mesmo motivo e elas estão lá até hoje.

## Translações famosas

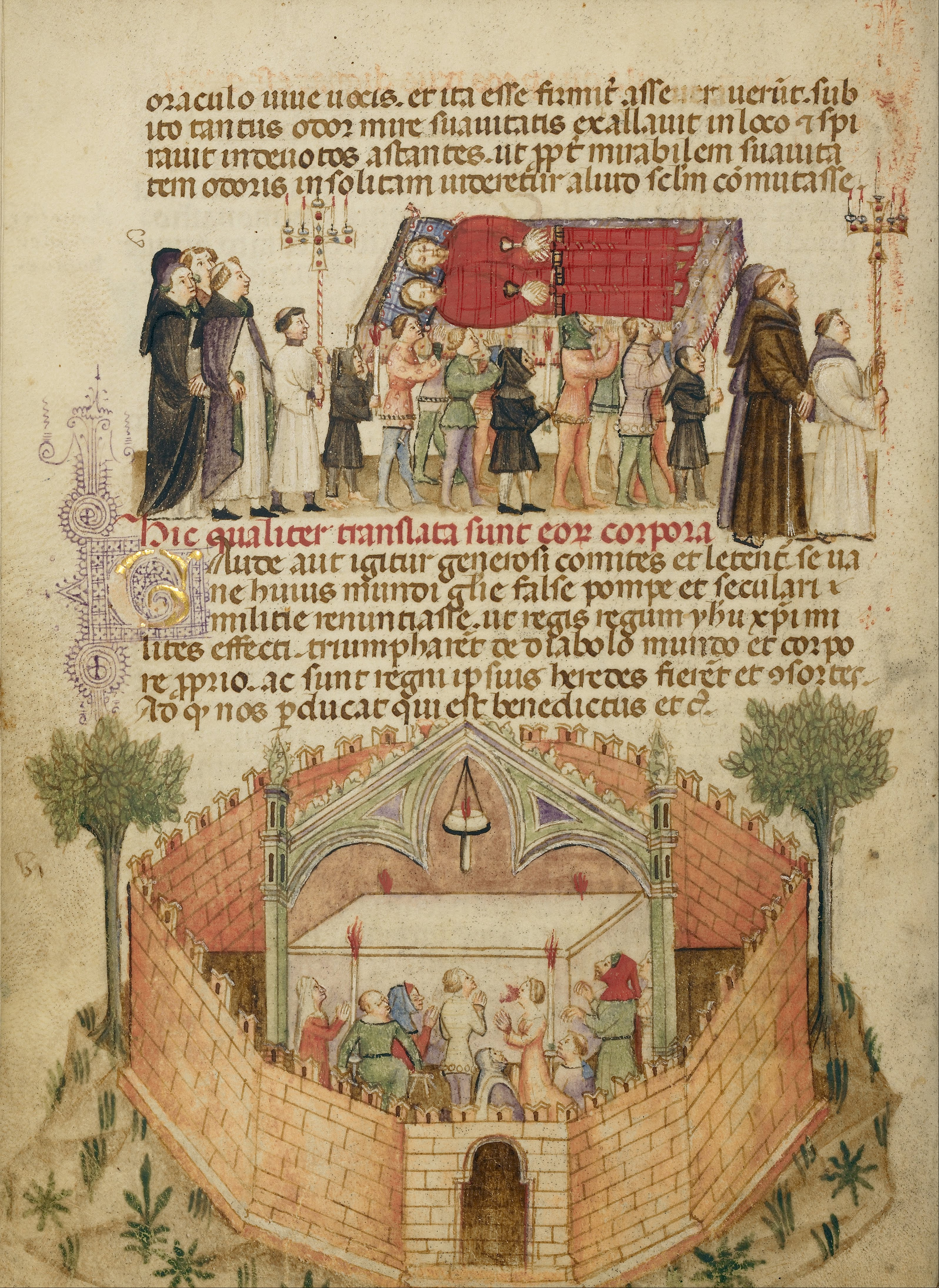
Translação dos corpos de dois santos ("Aimo e Vermondo") para Milão.
c. 1400. Iluminura atribuída a Anovelo da Imbonate preservada no Museu J. Paul Getty, em Los Angeles.

Entre as mais famosas translações está a de São Bento, autor da "Regra de São Bento", de Monte Cassino para a Abadia de Fleury em Saint-Benoît-sur-Loire, perto de Orleães, na França, onde as relíquias estão até hoje. O relato de Adrevaldo sobre o evento e os milagres que o acompanharam ajudaram a estabelecer firmemente uma das mais influentes devoções da Europa medieval. Na Inglaterra, as longas viagens das relíquias de São Cuteberto para escapar dos viquingues e o tratamento desrespeitos dispensado a elas depois da Reforma Inglesa foram muito estudados. O caixão, o evangelho pessoal e outros itens enterrados com São Cuteberto são atualmente raros e preciosos remanescentes da arte anglo-saxônica.
É bastante famosa também a transferência do corpo de São Nicolau de Mira (moderna Demre), na Ásia Menor, para Bari, na Itália, em 1087. Comerciantes de Bari visitaram as relíquias naquele ano depois de descobrirem o local do sepultamento pelo relato de um monge encarregado de vigiá-lo. Segundo uma das versões, os monges mostraram o sepulcro, mas desconfiaram imediatamente dos comerciantes: "Por que vocês fazem um pedido desta natureza? Não planejam levar os restos do santo daqui? Não pretendem levá-lo para sua própria terra? Se é este seu objetivo, que saibam então que discutem com homens inflexíveis mesmo que signifique nossa morte". Desesperados, os comerciantes tentaram diversas táticas, incluindo a força, e conseguiram se apoderar das relíquias. Um cronista anônimo que escreveu sobre o que aconteceu quando os habitantes de Mira descobriram conta que:
| “ | Neste ínterim, os habitantes da cidade souberam de tudo o que se passou através dos monges que foram libertados. A população seguiu em grupo, uma multidão de homens e mulheres, até o cais, todos tomados por pesada aflição. E choraram por si e seus filhos, que foram desprovidos de grande benção... Então eles acrescentaram mais lágrimas às lágrimas, uivos e um insaciável lamento às suas dores dizendo: 'Dê-nos nosso padroeiro e campeão, que com toda consideração nos protegeu de nossos inimigos visíveis e invisíveis. E, se não formos merecedores, não nos deixe sem nada, sem pelo pelo menos uma pequena porção dele" | ” |
|   | — Cronista anônimo, Relato sobre a Transferência do Corpo de São Nicolau, séc. XIII. |   |

O professor Nevzat Cevik, diretor de escavações arqueológicas de Demre, recomendou recentemente que o governo da Turquia solicitasse formalmente a repatriação das relíquias de São Nicolau alegando que sempre foi a intenção do santo ser enterrado em Mira. Os venezianos, que também reivindicam ter partes do corpo de São Nicolau, contam uma história diferente: o corpo teria sido levado para Veneza por venezianos, que deixaram para trás um braço em Bari (The Morosini Codex 49A).
Em 828, os venezianos conseguiram também as relíquias de São Marcos, roubadas em Alexandria. Elas estão até hoje abrigadas na Basílica de São Marcos.[carece de fontes?] Um pequeno fragmento foi doado em 1968 à Igreja Copta de Alexandria.[carece de fontes?]

## Tempos modernos
Um famoso e recente exemplo de translação foi a devolução das relíquias de São João Crisóstomo e São Gregório de Nazianzo para a sé ortodoxa grega de Constantinopla por São João Paulo II em 2007. Outro exemplo foi a exumação, apresentação aos fieis, e o re-enterro das relíquias de São Padre Pio entre 2008 e 2009.[carece de fontes?]